# Ameranthropoides loysi
El hombre mono de loy's (Ameranthropoides loysi) es una supuesta especie de primate que habitaría entre la frontera de Colombia y Venezuela, visto por primera vez por François De Loys entre la frontera de ambos países. Según él, tenía unos 32 dientes, medía 1,65 metros de altura y carecía de cola como diferencia de los demás primates neotropicales.
La única evidencia de este extraño y misterioso mono es su única fotografía tomada alrededor del año 1910 en la que se muestra el cadáver del primate gigante apoyado sobre un palo. Se dice que De Loys tenía más fotos sobre este individuo pero supuestamente durante el viaje se perdieron las demás evidencias quedando solo esta. Actualmente se considera esta especie como un fraude, o puede también tratarse de un ejemplar de un mono araña, en especial Ateles hybridus.